# Kabyle
Cet article concerne la langue kabyle. Pour le peuple, voir Kabyles.
Le kabyle (autonyme : taqbaylit [θæqβæjliːθ], tifinagh : ⵜⴰⵇⵠⴰⵢⵍⵉⵜ) est une langue berbère (tamazight) du Nord parlée en Kabylie, région au Nord de l'Algérie et également au sein de l'importante diaspora kabyle, en Algérie et dans d'autres pays (notamment la France, la Belgique et le Canada). Le nombre de locuteurs est estimé à environ 3,5 millions en Kabylie et à environ 6 millions dans le monde, essentiellement à Alger et en France,. Il s'agit de la deuxième langue berbère la plus parlée, après le chleuh (sud du Maroc).
En Algérie, c'est la première langue berbère en nombre de locuteurs, suivi par le chaoui. En Afrique du Nord, elle se situe au deuxième rang, après le chleuh.
Le 10 avril 2002, une révision de la constitution algérienne ajoute l'article 3bis, qui reconnaît le berbère comme langue nationale. Début 2016, en tant que langue berbère, le kabyle acquiert le statut de langue officielle en Algérie par une nouvelle révision de la constitution.

## Origines
Le kabyle est l'une des nombreuses langues berbères, un groupe de langues afro-asiatiques d'Afrique du Nord.

## Phonologie

### Voyelles
Le kabyle, et les langues berbères en général, comportent trois voyelles, plus une voyelle de lecture :
- a est moins ouvert qu'en français, entre le « a » et le « e » [æ] ;
- i se prononce entre le « i » [i] et le « é » français [e] ;
- u se prononce « ou » [u].

Le son e [ə] (comme dans « me » ou « ourse polaire »), appelé ilem, est un schwa. Il n'est pas considéré comme une véritable voyelle mais a pour but de faciliter la lecture. Historiquement, ilem est le résultat d'une réduction ou d'une fusion des trois voyelles. La réalisation phonétique des voyelles est influencée par les consonnes voisines. Par exemple, les consonnes emphatiques entraînent une prononciation plus ouverte : aẓru (« pierre ») se lit [aᵶ[Quoi ?]ru] tandis que amud (« grain ») donne [æmud].

### Consonnes
|           |          | Bilabiale | Bilabiale | Labio dentale | Inter dentale | Inter dentale | Dental  | Dental      | Alvéolaire     | Alvéolaire  | Post alvéolaire | Post alvéolaire | Palatale   | Palatale      | Vélaire    | Vélaire       | Uvulaire | Uvulaire   | Pharyngale | Glottale |
| Plain     | Lab.     | Plain     | Emph.     | Labio dentale | Plain         | Emph.         | Plain   | Emph.       | Plain          | Emph.       | Plain           | Lab.            | Plain      | Lab.          | Plain      | Lab.          |          |            | Pharyngale | Glottale |
| --------- | -------- | --------- | --------- | ------------- | ------------- | ------------- | ------- | ----------- | -------------- | ----------- | --------------- | --------------- | ---------- | ------------- | ---------- | ------------- | -------- | ---------- | ---------- | -------- |
| Occlusive | sourde   |           |           |               |               |               | ت t [t̪] | ط ṭ [tˤ]    |                |             |                 |                 |            |               | ک k [k]    | کىـ k [kʷ]    | ق q [q]  | قىـ q [qʷ] |            |          |
| Occlusive | voisée   | ب b [b]   | بٌ b [bʷ]  |               |               |               | د d [d̪] |             |                |             |                 |                 |            |               | ڨ، ؼ g [g] | ڨٌ، ؼىـ g [gʷ] |          |            |            |          |
| Affriquée | sourde   |           |           |               |               |               |         |             | ت، تس tt [ts]  |             | چ، ڜ، تش č [tʃ] |                 |            |               |            |               |          |            |            |          |
| Affriquée | voisée   |           |           |               |               |               |         |             | دز، زز zz [dz] |             | ج، دج ǧ [dʒ]    |                 |            |               |            |               |          |            |            |          |
| Fricative | sourde   | ب b [β]   |           | ف f [f]       | ث t [θ]       |               |         |             | س s [s̺]        | ص ṣ [sˤ]    | ش c [ʃ]         | ش c [ʃˤ]        | ك k [ç]    | كىـ k [çʷ]    |            |               | خ x [χ]  | خىـ x [χʷ] | ح ḥ [ħ]    | ه h [h]  |
| Fricative | voisée   |           |           |               | ذ d [ð]       | ض ḍ [ðˤ]      |         |             | ز z [s̟]        | ڞ، ࢯ ẓ [zˤ] | ژ، ج j [ʒ]      | j [ʒˤ]          | ڨ، ؼ g [ʝ] | ڨٌ، ؼىـ g [ʝʷ] |            |               | غ ɣ [ʁ]  | غ ɣ [ʁʷ]   | ع ɛ [ʕ]    |          |
| Nasale    | Nasale   | م m [m]   |           |               |               |               | ن n [n] |             |                |             |                 |                 |            |               |            |               |          |            |            |          |
| Latérale  | Latérale |           |           |               |               |               | ل l [l] | ل l [lˤ]    |                |             |                 |                 |            |               |            |               |          |            |            |          |
| Roulée    | Roulée   |           |           |               |               |               | ر r [ɾ̪] | ڑ، ڒ r [rˤ] |                |             |                 |                 |            |               |            |               |          |            |            |          |
| Spirante  | Spirante | و w [w]   |           |               |               |               |         |             |                |             |                 |                 | ي y [j]    |               |            |               |          |            |            |          |

### Assimilation et gémination
Certaines assimilations sont caractéristiques d'une variante locale du kabyle, tandis que d'autres relèvent de la langue elle-même. Ces assimilations ne sont pas notées à l'écrit. Par exemple :
- /n/ + /w/ : axxam n wergaz (« la maison de l'homme ») peut se lire 
  - « Axxam n wergaz. » [axaːm‿nwʊrgaːz](pas d'assimilation),
  - « Axxam bb wergaz » ou « Axxam pp wergaz » [axaːm‿bʷurgæːz],
  - etc.
- /d/ + /t/ : d taqcict (« c'est une fille ») se prononce  «taqchicht» [tsæqʃiːʃθ].
- autres assimilations : /t/ + /t/ = /ts/, /n/ + /w/ = /bb/ ou /pp/, /i/ + /y/ = /ig/, /w/ + /w/ = /bb/, /y/ + /y/ = /gg/.

La gémination affecte la qualité de certaines consonnes en transformant les fricatives en occlusives. Une consonne ɣ géminée devient /qq/.

### Consonnes fricatives contre occlusives
La phonologie kabyle est composée de phonèmes fricatifs, qui sont à l'origine des occlusives et sont restées telles quelles dans les autres langues amazighes. La gémination provoque aussi une transformation des fricatives en occlusives.
À l'écrit, la différence n'est pas notée. La liste ci-dessous compare les fricatives et les occlusives et indique quand elles sont prononcées.
| Consonne                                   | B   | D    | G                                                  | K                         | T    |
| ------------------------------------------ | --- | ---- | -------------------------------------------------- | ------------------------- | ---- |
| Fricative                                  | /β/ | /ð/  | /ʝ/                                                | /ç/                       | /θ/  |
| Occlusive                                  | /b/ | /d/  | /g/                                                | /k/                       | /t/  |
| Est une occlusive après                    | m   | l, n | b, j, r, z, ɛ                                      | f, b, s, l, r, n, ḥ, c, ɛ | l, n |
| Est une occlusive après (et leurs dérivés) |     |      | ngeb, ngeḥ, ngeẓwer, angaẓ, ngedwi, nages, ngedwal |                           |      |

## Régions

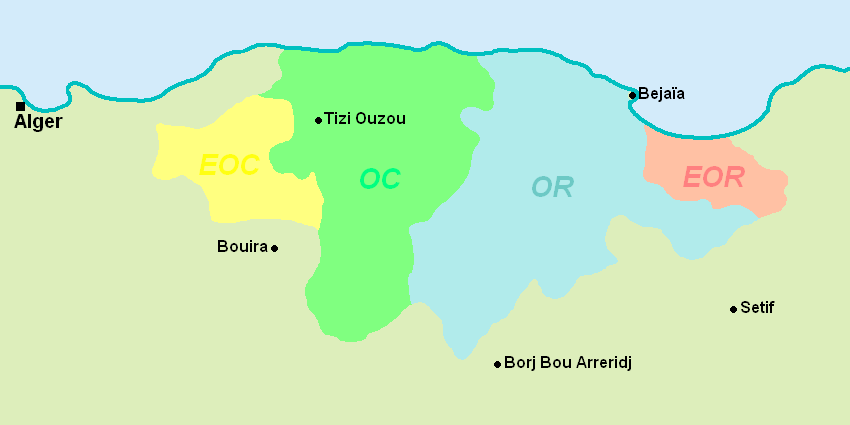
Aires de répartition des dialectes kabyles.

Du fait du découpage administratif de la Kabylie par l'Algérie indépendante, le kabyle se trouve présent dans sept wilayas du pays.
Les populations des wilayas de Tizi Ouzou (Tizi Wezzu en kabyle), Béjaïa (Bgayet) et Bouira (Tubiret) sont majoritairement kabylophones. Le kabyle est présent dans une petite partie de la wilaya de Bordj-Bou-Arreridj, notamment dans le Nord, dans une partie de Jijel à l'Ouest, dans la wilaya de Sétif au Nord notamment et dans une grande partie de la wilaya de Boumerdès notamment dans une partie de l’est et du sud. On retrouve aussi une variante propre au massif des Babors. Dans les wilayas d'Alger, Jijel, Boumerdès, Sétif et Bordj-Bou-Arreridj, le kabyle cohabite avec l'arabe algérien. Il reste aussi présent parmi la diaspora kabyle vivant dans les wilayas à dominante arabophones et à l'étranger.
D'ouest en est, certains phonéticiens distinguent quatre zones caractérisées par trois prononciations distinctes de cette langue : à l'ouest de Tizi Ghenif, la Kabylie du Djurdjura, la vallée de la Soummam et la zone allant de Béjaïa à l'est. Ces distinctions sont indiscernables pour la plupart des kabylophones, sauf les variantes de prononciation des semi-voyelles tendues ww et yy.
La langue kabyle est subdivisée en quatre aires linguistiques : le kabyle occidental, le kabyle extrême-occidental, le kabyle oriental et le kabyle extrême-oriental, lui-même divisé en dix-neuf variantes.

## Historique
La langue kabyle est une des variantes de tamazight les plus connues et les plus étudiées, surtout depuis 1844. La proximité de la Kabylie avec Alger la met à la portée des linguistes et des universitaires français dès le XIXe siècle. La plupart des dictionnaires et grammaires ont été réalisés dans les premières décennies de la présence coloniale française.

### Armée coloniale française

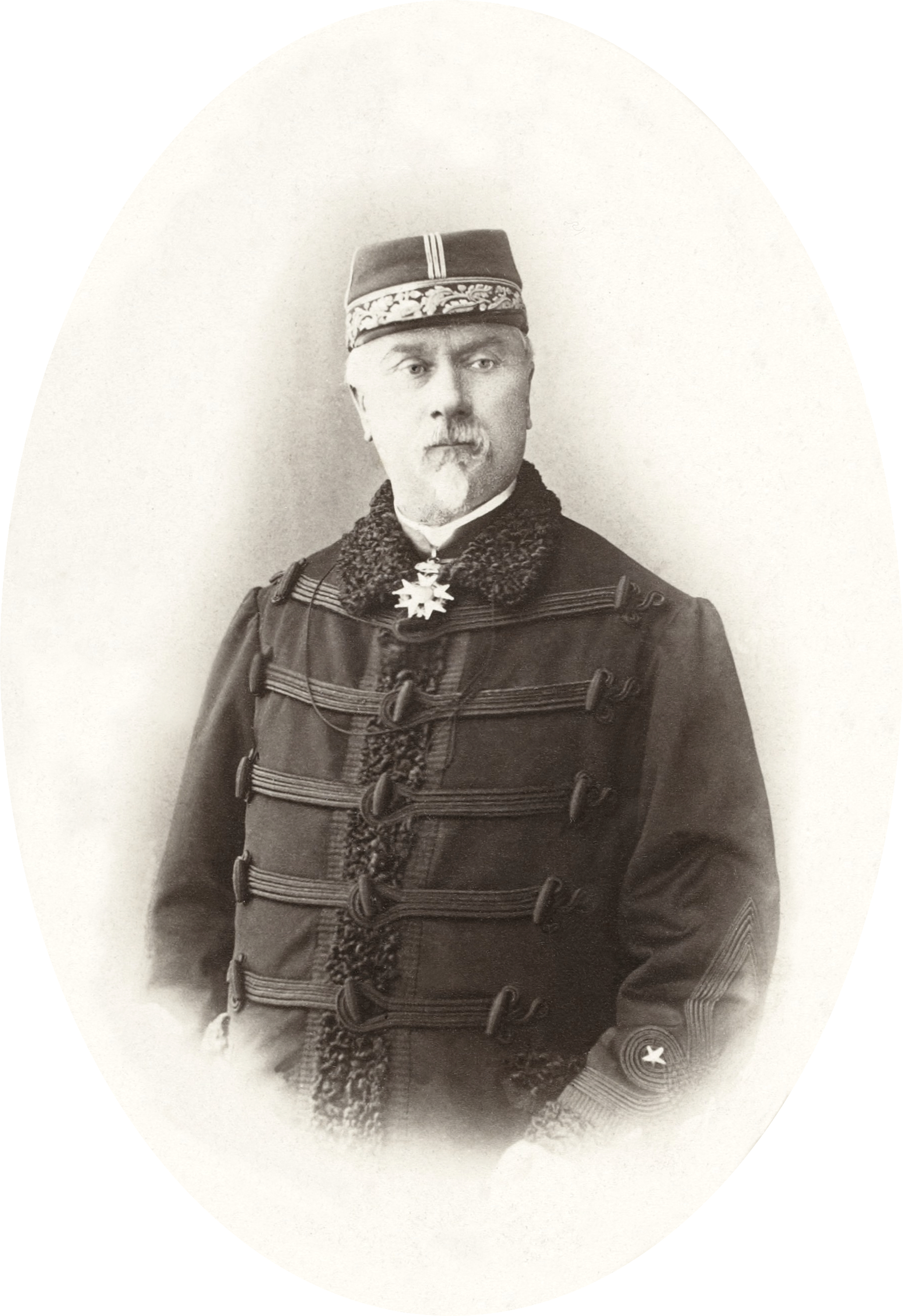
Adolphe Hanoteau

- 1844 : premier dictionnaire du kabyle.
- 1846-1877 : Création du Fichier de documentation berbère.
- 1858 : Adolphe Hanoteau publie la première Grammaire kabyle.
- 1867 : Recueil Poésies populaires du Jurjura par Adolphe Hanoteau.
- 1873 : La Kabylie et les coutumes kabyles d’Adolphe Hanoteau et Aristide Letourneux, est une sorte d'encyclopédie, base d'informations sur la Kabylie, de nos jours encore, fait figure d'ouvrage de référence.

### Université française et indigène
- 1880 : ouverture d'un bureau berbère dans la nouvelle École supérieure de lettre d'Alger (future université d'Alger). Le premier professeur (maître de conférences) est Si El Hachemi ben Si Lounis.
- 1887 : Manuel de langue kabyle, René Basset, Maisonneuve & Ch. Leclerc Éditions.
- À partir de 1900, les berbérisants sont majoritairement originaires de la Kabylie (Saïd Cid Kaoui, Belkassem Ben Sedira, Si Amar Ou Said Boulifa, Mohand Saïd Lechani, etc.). L'aménagement linguistique se poursuit.
- 1946-1977 : Création du Fichier de documentation berbère initié par les Pères blancs. En plus de rassembler un important matériel linguistique, le Fichier contribue grâce entre autres au Père Dallet à la création d'une transcription latine adaptée. Enquêtes dialectologiques approfondies d'André Picard de la Faculté d'Alger sur le parler des Irjen (Ait Iraten) entre 1942 et 1955 en collaboration avec Mohand Saïd Lechani.
- 1962 : Le gouvernement de l'Algérie indépendante, qui se proclame « arabe », ferme les bureaux d'étude berbère dans les universités du pays.

### L'apport de Mouloud Mammeri
- 1969 : « Les isefra de Si Mohand ou M’hand », Mouloud Mammeri.
- 1976 : Tajerrumt n tmaziɣt (tantala taqbaylit) par Mouloud Mammeri, première grammaire kabyle écrite en kabyle.

### Le printemps berbère
- 1980 : Mouloud Mammeri publie les Poèmes kabyles anciens. L'interdiction d'une de ses conférences à l'université de Tizi Ouzou sur la poésie kabyle ancienne est à l'origine des événements du Printemps amazigh, violente répression du mouvement linguistique amazighophone en Kabylie et à Alger.
- 1982 : Dictionnaire kabyle-français de Jean-Marie Dallet.
- 1990 : Ouverture d'un département langue et culture amazighes à Tizi Ouzou en 1990 puis à Béjaïa en 1991.
- 1994-1995 : « Grève du cartable » en Kabylie pour exiger l'officialisation de la langue amazighe au côté de l'arabe à l'école. Tamazight n'est pas officialisée mais à partir de 1995, arrive dans l'enseignement scolaire, toutefois sans moyens ni structure pour une mise en place sérieuse dans l'enseignement. Et un Haut Commissariat à l'Amazighité (HCA) est créé.

### Évènements du printemps de 2001; dit Printemps noir
En 2001, après l'assassinat par les gendarmes d'un jeune lycéen kabyle dans les locaux de la brigade de gendarmerie de Ait Douala dans la wilaya de Tizi-Ouzou et l'arrestation de jeunes collégiens à Amizour, dans la wilaya de Béjaia, éclatent les émeutes du « Printemps noir » qui coûteront la vie à plus de 125 Kabyles et feront des milliers de blessés, en majorité des jeunes. Les revendications démocratiques par une grande partie de la population ne sont pas prises en compte par le gouvernement  mais en concession, une grande partie des revendications culturelles et identitaires contenues dans la Plate-forme d'El-Kseur seront acceptées.
Le 10 avril 2002, la langue tamazight sera inscrite dans la Constitution algérienne et devient langue nationale.

## Écriture

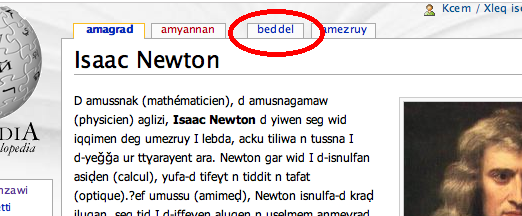
Édition de Wikipédia en langue Kabyle.

Aujourd'hui, le kabyle s'écrit généralement en alphabet latin, et précisément avec la variante appelée tamεemrit (du nom de Mouloud Mammeri), qui est maintenant la plus utilisée, que ce soit dans l'enseignement ou l'édition de livres ; il s'écrit rarement en alphabet arabe et de manière presque seulement symbolique dans des titres d'ouvrages, enseignes, panneaux, etc. en tifinaghs, l'alphabet amazigh.
| a | b | c | č | d | ḍ | e | f | g | gw | ǧ | ɣ | h | ḥ | i | j | k | kw | l | m | n | q | â | r | ṛ | s | ṣ | t | ṭ | ţ | u | w | x | y | z | ẓ | z̧ |

En 1996, un alphabet unifié pour les dialectes berbères du nord, incluant le kabyle, est conçu lors d’un atelier organisé par l’Institut national des langues et civilisations orientales (Inalco). Dans cette notation, les consonnes labio-vélarisées ne sont notées que dans les cas ambigus et les consonnes affriquées dentales sont ramenés à ‹ tt, zz › au lieu de ‹ ţ, z̧ ›.
| a | b | c | č | d | ḍ | e | f | g | ǧ | ɣ | h | ḥ | i | j | k | l | m | n | p | q | r | ṛ | s | ṣ | t | ṭ | u | w | x | y | z | ẓ | ɛ |

Durant l'Antiquité, la langue amazighe a été l'une des toutes premières écrites, grâce à l'alphabet tifinagh.
À partir du début de l'ère chrétienne, l'alphabet tifinagh va beaucoup souffrir de l'adoption du latin comme langue des élites nord-africaines, tendance qui va s'accentuer avec la christianisation. Finalement, l'alphabet tifinagh disparaîtra en tant qu'écriture vernaculaire au VIIe siècle.
C'est au XXe siècle que le kabyle va vraiment redevenir une langue écrite. Sous l'influence des Français, présents dans la régence voisine d'Alger, certains intellectuels berbérisants français ou kabyles décident de retranscrire le kabyle en caractères latins.
Le processus de latinisation est lent et long : en effet, si la plupart des langues d'Europe se sont écrites à la même période, elles bénéficiaient généralement d'un modèle linguistique cousin, plus anciennement transcrit : allemand pour les langues germaniques, russe pour les langues slaves, etc. Le kabyle, lui, a dû forger son propre modèle par le biais de nombreuses modifications...
On peut noter cependant une principale notation : celle datant du début du XXe siècle, mise en place par Amar Saïd Boulifa, père de la littérature kabyle contemporaine, fondée largement sur les règles phonétiques françaises (Boulifa était effectivement francisant) et qui perdurera jusqu'aux années 1970, avant d'être modernisée par Mouloud Mammeri. Cela donnera l'alphabet amazigh latin.

### Caractère tifinagh

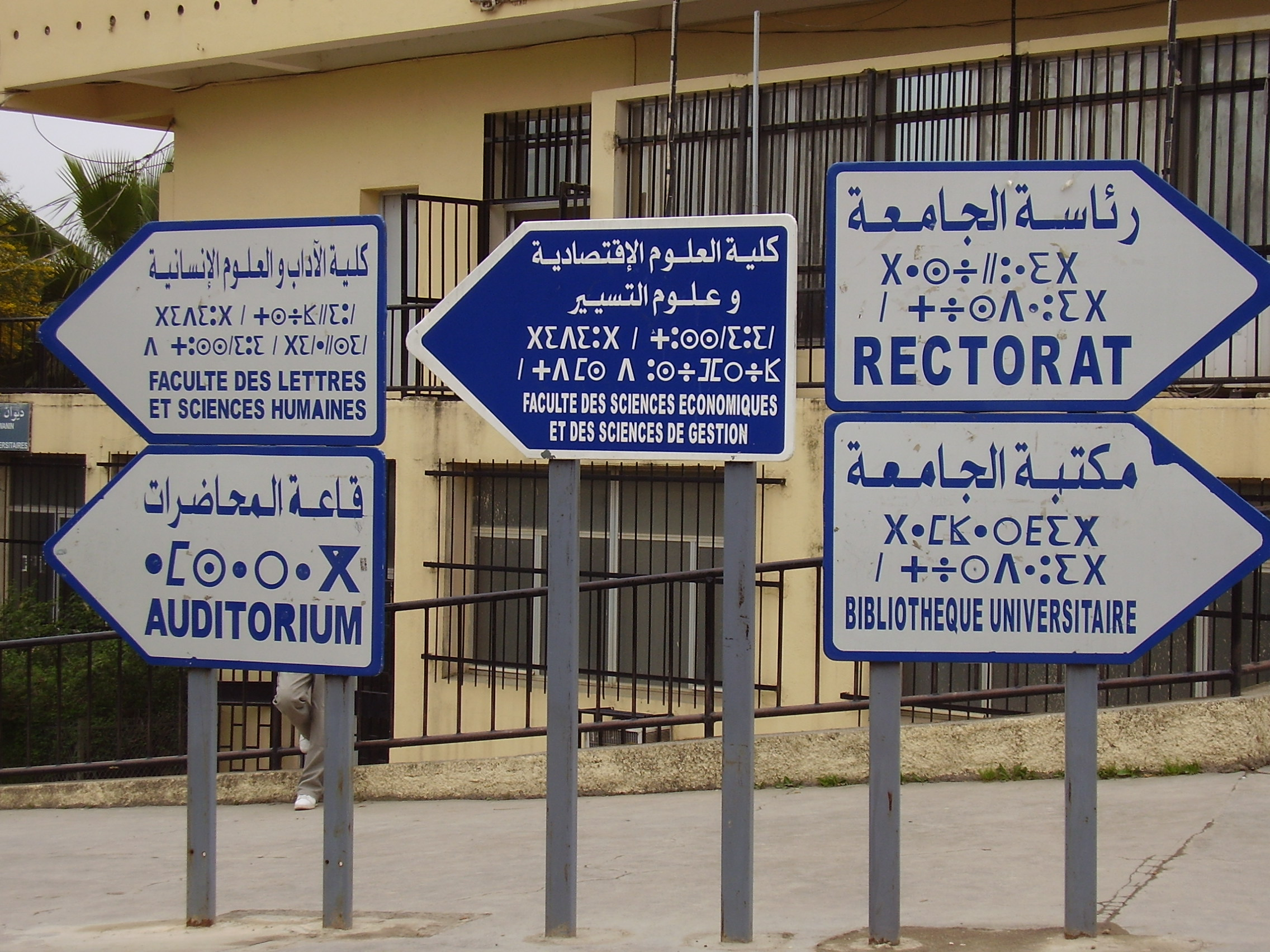
Panneau trilingue devant la faculté de Tizi Ouzou en arabe, tamazight (en tifinagh) et français.

De nos jours, l'alphabet tifinagh, bien que d'usage folklorique, reste un symbole culturel fort pour la plupart des Kabyles. La première version de néo-tifinagh (car somme toute différente des tifinaghs historiques antiques) a été conçue par l'Académie berbère dans les années 1960. 
Il est à noter que le tifinagh a été conservé par les Touaregs où il est toujours d'usage avant d'être réintroduit chez les communautés berbérophones d'Algérie et puis à celles du Maroc.

### Caractères arabes
Le kabyle écrit en caractères latin "tamɛamrit" en lien avec le travail accompli par Mouloud Mammeri (Mulud At Maɛamar) est le système d'écriture le plus documenté historiquement dans le patrimoine écrit de la langue kabyle. (la grande majorité des ouvrages publiés par les écrivains de littérature Kabyle sont écris en Kabyle latin)

## Statut
Le tamazight est reconnue comme langue officielle en Algérie. Le kabyle est la langue de certains médias comme la radio nationale Chaîne II et certaines chaîne TV privées, ainsi que les radios et chaines télés de Berbère Télévision émettant depuis Paris en France.
La politique d'arabisation structurée mise en œuvre par les gouvernements algériens successifs sous l'égide du parti unique du FLN a entraîné la dékabylisation de larges couches de Kabyles de souche, surtout parmi les jeunes nés depuis l'Indépendance (1962) et vivant dans les grandes villes comme Alger ou Constantine. La Chaîne II de la radio nationale, qui ne peut pas être captée dans tout le pays, a longtemps servi de vecteur à l'arabisation du lexique kabyle dont l'usage s'est beaucoup appauvri parmi les kabylophones.
La résistance contre la disparition de la langue kabyle a pris diverses formes depuis 1962, notamment à travers l'association Agraw Imazighen au début des années 1970 et de mouvements populaires comme le Printemps Amazigh d'avril 1980 (à la suite de l'interdiction par le gouvernement d'un exposé de l'écrivain Mouloud Mammeri sur la poésie kabyle ancienne).
La forte densité de la population kabyle, un certain dynamisme de la diaspora kabyle, notamment en Europe, ont permis à la langue kabyle de maintenir sa vivacité et de ne pas disparaître, à la suite de l'arabisation de l'enseignement et de l'ensemble de l'environnement social et administratif des institutions et services algériens. 
Depuis les années 1970, la musique, le théâtre et les actions de passage à l'écrit, voire l'utilisation d'outils informatiques (cf. le logiciel de traitement de texte amazigh Awal Amazigh, distribué gratuitement dont toutes les commandes sont en tamazight avec affichage et impression en caractères latins et en tifinagh, écrit par Mohand-Arezki Nait Abdallah), accompagnent la réflexion sur la modernisation du kabyle et l'orientation des travaux universitaires en sciences sociales et humaines.

## Kabyle dans les systèmes informatiques
La prise en charge du kabyle Tamɛemrit en écriture latine dans les systèmes informatiques s’appuie d’abord sur la normalisation Unicode des caractères spécifiques (Latin Extended‑A et ‑B), garantissant leur représentation uniforme.

### Normalisation Unicode et codepoints
Le kabyle utilise un alphabet latin enrichi de lettres diacritées (ẓ, ṛ, ṭ, ṣ, ḍ, ǧ, ḥ, č) et de signes tels que ɛ (U+025B) ou ɣ (U+0263), tous codés de façon univoque dans les blocs Latin Extended‑A (U+0100–U+017F) et Latin Extended‑B (U+0180–U+024F) du Basic Multilingual Plane de l’Unicode. Cette normalisation évite les substitutions approximatives (remplacer ɛ par un « e » simple ou ɣ par « g ») qui altèrent la distinction phonologique essentielle au kabyle. Chaque point de code Unicode sert de référence fiable pour la saisie, l’échange de données et l’impression, garantissant la cohérence linguistique à travers les plateformes et les applications. Les systèmes exploitent ces codes pour le tri, la recherche et la mise en forme typographique, assurant ainsi l’intégrité des textes kabyles dans les bases de données et les interfaces utilisateur.

### Dispositions de clavier pour le kabyle latin
De nombreuses distributions Linux proposent des variantes XKB pour le kabyle latin, activables via les paramètres de clavier de GNOME ou KDE, sans nécessité d’installation supplémentaire.
Sous Windows, l’IRCAM et le Universal Amazigh Keyboard Project fournissent des fichiers .klc configurés pour les dispositions AZERTY et QWERTY, utilisant les combinaisons AltGr (+ touches mortes) pour les caractères diacrités en tamazight.
Keyman propose des claviers Amazigh Lat multiplateformes (Windows, macOS, Linux, Android, iOS) accessibles en un clic, installant automatiquement les cartes clés et polices compatibles.
Sur mobile, HeliBoard et des applications comme Futo Keyboard, Gboard intègrent des dispositions kabyles et amazighs préconfigurées, simplifiant la saisie nomade sans avoir recours à un copier‑coller de caractères.

## Exemples
Dans la prononciation standard, certains sons se notent :
- ṭ : t avec emphase [tˁ]
- t : t spirant (comme thank you) [θ]
- d : d spirant (comme this) [ð]
- ḍ : d spirant avec emphase [d̪ˁ]
- ḥ : h pharyngal [ħ]

| Mot         | Traduction        | Prononciation API                 | Tifinagh     |
| ----------- | ----------------- | --------------------------------- | ------------ |
| vas-y       | ṛuḥ               | [roħ]                             | ⵕⵓⵃ          |
| bien        | yelha             | [ jəlhæ]                          | ⵢⴻⵍⵀⴰ        |
| eau         | aman              | [æman]                            | ⴰⵎⴰⵏ         |
| feu         | timest            | [θiməs]                           | ⵜⵉⵎⴻⵙⵜ       |
| viande      | aksum             | [æksʊːm]                          | ⴰⴽⵙⵓⵎ        |
| homme       | argaz             | [ærʝæːz]                          | ⴰⵔⴳⴰⵣ        |
| femme       | tameṭṭut          | [θametˤuːθ]                       | ⵜⴰⵎⴻⵟⵟⵓⵜ     |
| manger      | ečč               | [ət͡ʃ ]                            | ⴰⵞⵞ          |
| boire       | sew               | [səw]                             | ⵙⴻⵡ          |
| grand       | ameqqran          | [aməqʷ:rˁan]                      | ⴰⵎⴻⵇⵇⵔⴰⵏ     |
| petit       | amecṭuḥ           | [aməʃtˁoːħ]                       | ⴰⵎⴻⵛⵟⵓⵃ      |
| nuit        | iḍ                | [iðˁ] ou [itˁ] à l'est de kabylie | ⵉⴹ           |
| matin       | ṣṣbeḥ             | [sˁ:βaːħ]                         | ⵚⵚⴱⴻⵃ        |
| aujourd'hui | assagi            | [æsːayi]                          | ⴰⵙⵙⴰⴳⵉ       |
| salut       | azul, alxiṛ       | [æzːuːl], [sˤβaħəlχeːr]           | ⴰⵣⵓⵍ/ⴰⵍⵅⵉⵕ   |
| merci       | tanemmirt         | [θanm:iːrθ]                       | ⵜⴰⵏⴻⵎⵎⵉⵔⵜ    |
| donne moi   | efk-iyi-d / awi-d | [əfk‿ijiːd], [æwiːd]              | ⴰⴼⴽⵉⵢⵉⴷ/ⴰⵡⵉⴷ |
| village     | taddart           | [θædːærθ]                         | ⵜⴰⴷⴷⴰⵔⵜ      |

### Proverbes ouinzan
- Ibeddel adrum, s weɣrum. [ivədl‿aðruːm swoɤruːm] : Il a changé de clan, pour une bouchée de pain.
- Ayen yellan di teccuyt, ad t-id-yessali uɣenǧa. [ajn‿jəlːæːn ði θʃujθ at͡sid‿jesːæli‿(w)uʁend͡ʒa]: Ce qui est dans la marmite, la louche le fera remonter.
- Tif leɣna, lehna : [θif‿leʁna, lehna] : Mieux que la richesse, la paix.

## Littérature
Si la poésie a de tout temps existé en cette langue sous forme orale, comme c’est le cas d'ailleurs pour le conte merveilleux qui compte parmi les plus riches du patrimoine méditerranéen de l’avis de plusieurs spécialistes dont Camille Lacoste, il n’en est pas de même pour les autres genres littéraires. On estime que le premier roman écrit en kabyle remonte à 1946 avec Lwali n Wedrar (Le saint de la montagne) de Balaïd at Ali ; ce texte est à l’origine classé comme conte par son auteur avant sa publication posthume, mais ses caractéristiques ont permis à certains chercheurs en littérature amazighe d'y voir un roman.
Les romanciers kabyles écrivant exclusivement en français, il faut attendre l’année 1981 pour voir naître le premier roman d’expression kabyle, proprement dit ; il s’agit de Asfel (Le sacrifice) de Rachid Aliche. Il sera suivi de Askuti (Le scout), de Saïd Sadi en 1983, Faffa du même Aliche en 1986, puis Iḍ d wass (Nuit et jour) d’Amar Mezdad, en 1990. Ce dernier signera ensuite plusieurs autres titres, et en parallèle, d’autres auteurs entrent en scène. 
De nos jours, on compte des dizaines de romans et de recueils de nouvelles écrits en kabyle, même si la qualité littéraire y diffère d’un texte à l’autre.

## Cinéma
La fin des années 1970 a vu la naissance d'un cinéma berbérophone essentiellement kabyle avec des œuvres comme Tawrirt yettwattun d'Abderrahmane Bouguermouh, La Montagne de Baya d'Azzedine Meddour, Machaho de Belkacem Hadjadj et Mariage par annonces de Ali Djenadi. 
Par ailleurs, des chaînes de télévision, telles que Berbère Télévision, TaqVaylit TV, TQ5 TV, produisent du contenu audiovisuel en kabyle.